# Enrique Lynch Arribálzaga
Enrique Lynch Arribálzaga ( 1856 - 28 de junio de 1935) fue un zoólogo y ornitólogo argentino.
En 1878 funda con Eduardo Ladislao Holmberg (1852-1937), El naturalista argentino, primera revista de historia natural de Argentina. Y con él más los científicos Florentino Ameghino, y Carlos Berg participó en la Comisión Proyecto Zoólogico de Buenos Aires.
También fue político, historiador y periodista, resultando Director de la "Reducción de Napalpí"; y poco tiempo después de producida la masacre de Napalpí, su exdirector, Lynch Arribálzaga, escribe una carta que fue leída en el Congreso Nacional: “La matanza de indígenas por la policía del Chaco continúa en Napalpí y sus alrededores; parece que los criminales se hubieran propuesto eliminar a todos los que se hallaron presentes en la carnicería del 19 de julio, para que no puedan servir de testigos si viene la Comisión Investigadora de la Cámara de Diputados”.

## Algunas publicaciones
- Lynch Arribálzaga, E. 1924. “Materiales para una bibliografía del Chaco y Formosa”. Resistencia, Establecimiento Tipográfico Juan Moro. 4
- 1923. “Fastos precursores e iniciales de la ciudad de Resistencia”. Resistencia, Región, 1972. 47 pp. Reedición de los “Anales Históricos” publicados en 1923 en el Boletín Municipal de Resistencia.

## Abreviatura (zoología)
La abreviatura Arribálzaga  se emplea para indicar a Enrique Lynch Arribálzaga como autoridad en la descripción y taxonomía en zoología.

## Fuente
- Viyerio, J.C. Vida, pensamiento y obra de Enrique Lynch Arribálzaga. Resistencia, Fac. de Humanidades, UNNE, 1999. Nordeste, Serie Tesis, N.º 1
- Traducción del artículo en lengua francesa de Wikipedia.

- Datos: Q3054690
- Textos: Autor:Enrique Lynch Arribálzaga
- Especies: Enrique Lynch Arribálzaga